# Kagamiishi
Kagamiishi (鏡石町, Kagamiishi-machi) est un bourg japonais (町, machi ou -chō) situé dans la préfecture de Fukushima.
Sa population est estimée à 12 572 habitants au 1er juin 2013.